# Music to Gang Bang
Albums de Compton's Most Wanted
When We Wuz Bangin' 1989–1999: The Hitz
(2001)
Singles
1. Music to Gang Bang
Sortie : 2006
2. Still a Menace
Sortie : 2006
3. Come Ride with Me
Sortie : 2006
4. We Get Down Like That
Sortie : 2006

Music to Gang Bang est le cinquième album studio de Compton's Most Wanted, sorti le  13 juin 2006.

## Liste des titres
| No  | Titre                                               | Durée |
| --- | --------------------------------------------------- | ----- |
| 1.  | Intro - Compton                                     | 1:16  |
| 2.  | Still a Menace                                      | 3:40  |
| 3.  | Music to Gang Bang (featuring Mr. Criminal)         | 3:16  |
| 4.  | Ain't Thinkin About You                             | 4:01  |
| 5.  | Hood Ratz                                           | 0:39  |
| 6.  | Shes Still a Rat                                    | 3:54  |
| 7.  | Come Ride With Me                                   | 3:43  |
| 8.  | Gangsta Biznezz                                     | 4:04  |
| 9.  | Radio Skit                                          | 2:03  |
| 10. | We Them Gangstaz                                    | 4:31  |
| 11. | Compton Compton                                     | 3:46  |
| 12. | We Get Down Like That                               | 4:41  |
| 13. | We Putz in Work                                     | 3:56  |
| 14. | Gots to Get High                                    | 3:49  |
| 15. | Late Night Hype 3 (featuring Stomper (Soldier Ink)) | 4:01  |
| 16. | Outro - Compton                                     | 1:24  |
| 17. | Mega Mix                                            | 5:16  |